# Кірсаван
Кірсаван (вірм. Քիրսավան) — село у Шушинському районі Нагірно-Карабаської Республіки. Село розташоване на південному сході району, на південь від міста Шуші у підніжжя гори Кірс.